# ザ・ベスト・オブ・ニュー・オーダー
『ザ・ベスト・オブ・ニュー・オーダー』（（The Best of ）New Order）はイギリスのバンドニュー・オーダーが1994年に発表したベスト・アルバムである。

## 解説
古巣のファクトリー・レコードが破産したことによりロンドン・レコードへ移籍してからのアルバム『リパブリック』に続いてリリースされたアルバムであり、ベストアルバムとしては1987年の『サブスタンス』に続いて2枚目である。『サブスタンス』ではそれまでのシングル曲やカップリング曲が順番に並べられていたのに対し、このアルバムでは初期の曲は収録されず3枚目のオリジナルアルバム『ロウ・ライフ』や1984年のシングル『シーヴス・ライク・アス』以降の楽曲から選曲されている。UKエディションとUSAエディションで楽曲が異なり、日本盤化されているのはUKエディションである。

### 4つの94ヴァージョン
このアルバムでは原則的にオリジナルのシングル・ヴァージョンで収録されているが、「トゥルー・フェイス」「ビザール・ラヴ・トライアングル」「1963」「ラウンド&ラウンド」の4曲だけはこのアルバム用に再レコーディングされたいわゆる「94ヴァージョン」で収録されている。しかし原曲との大差はなく、聴き比べてもオリジナルとの違いを探すのが難しい。この4曲が再レコーディングされた経緯は全く不明であり、メンバーもこのベストアルバム自体については一切コメントしていない。また、USAエディションのみ「1963」はアーサー・ベイカーがリミックスを担当した「95ヴァージョン」と違うヴァージョンとなっている。
なおこのアルバムのリリース後には「トゥルー・フェイス 94」がシングルカットされた他、彼らの前身であるジョイ・ディヴィジョンの「ラヴ・ウィル・テア・アス・アパート」の94ヴァージョンがシングル・リリースされたが、こちらもオリジナルとの大差はないヴァージョンになっている。

## 収録曲
1. トゥルー・フェイス 94 True Faith 94 - 5:35
2. ビザール・ラヴ・トライアングル 94 Bizarre Love Triangle 94 - 3:54
3. 1963 1963 - 94 - 3:47
- 邦題は「1963」となっているが、収録されているのは前述の「94ヴァージョン」である。

4. リグレット Regret - 4:09
5. ファイン・タイム Fine Time - 3:09
6. パーフェクト・キス The Perfect Kiss - 4:49
7. シェルショック Shellshock - 4:24
8. シーヴス・ライク・アス Thieves Like Us - 6:37
9. ヴァニシング・ポイント Vanishing Point - 5:15
- アルバム『テクニーク』に収録された曲で、このベスト・アルバムの中で唯一シングル化されていない曲である。

10. ラン(2) Run(2) - 4:30
11. ラウンド&ラウンド 94 Round And Round 94 - 4:01
12. ワールド World (Price Of Love) - 3:39
13. ルーインド・イン・ア・デイ Ruined In A Day – 3:58
14. タッチト・バイ・ザ・ハンド・オブ・ゴッド Touched by the Hand of God – 3:42
15. ブルー・マンデー 88 Blue Monday 88 - 4:08
- 1988年のシングル・リリース時の表記は「Blue Monday 1988」となっていた。

16. ワールド・イン・モーション  World in Motion – 4:31

## その他
- このアルバムのリリース直前にはBBC制作の特別番組を基に編集された映像作品『New Order Story』がリリースされ、翌年にはリミックス集『ザ・レスト・オブ・ニュー・オーダー』がリリースされるなど、それまでの活動の軌跡を辿るかのような作品集が連発されたため、バンドは解散するのではないかという噂が流れた。その噂は2001年にオリジナル・アルバム『ゲット・レディー』がリリースされる頃に一旦収束するものの、元々バーナード・サムナーとピーター・フックの不仲説が囁かれており、噂が途絶えることはなかった。